# Monumento all'Indipendenza del Brasile
Il Monumento all'Indipendenza del Brasile (in portoghese: Monumento à Independência do Brasil), o monumento dell'Ipiranga è un complesso monumentale nazionale brasiliano situato a San Paolo nel parco dell'Indipendenza, realizzato dallo scultore italiano Ettore Ximenes e dell'architetto Manfredo Manfredi.
Il monumento sorge presso il torrente Ipiranga, nel punto in cui il 7 settembre 1822 Pietro I del Brasile proclamò l'indipendenza del paese dal Portogallo.

## Storia
Fu costruito a partire dal 1884, con i lavori che si conclusero nel 1926: tuttavia l'inaugurazione ufficiale e la contestuale apertura al pubblico erano avvenute già nel 1922, in occasione del 100º anniversario dell'Indipendenza del Brasile dal Regno di Portogallo. 

## Descrizione
Il Monumento all'Indipendenza del Brasile fu inaugurato nel 1922 per le celebrazioni del centenario dell'indipendenza del Brasile. Realizzato in granito, il monumento è decorato con diverse statue di bronzo che rappresentano alcuni momenti storici pre-indipendenza del Brasile, oltre che l'evento stesso dell'indipendenza.
Sul lato sinistro si trova la statua che rappresenta l'Inconfidência Mineira, avvenuta nel 1789, e sul lato destro quella che raffigura i rivoluzionari del Pernambuco del 1817. In cima, nella zona centrale del monumento, si trova un'interpretazione della famosa opera del pittore Pedro Américo, che simboleggia il famoso grido dell'indipendenza.
Il monumento fu inaugurato nel 1922, ancora incompleto, e fu ultimato quattro anni dopo, nel 1926. È parte integrante del complesso urbano del Parco dell'Indipendenza, che comprende anche l'edificio del monumento eretto nel 1890, che oggi ospita il Museo dell'Ipiranga e la Casa do Grito.

## La cripta
All'interno del monumento si trovano una cripta e una cappella. La cripta è stata costruita nel 1972 per ospitare le spoglie dell'imperatore Pedro I (anche re del Portogallo come Pedro IV) e delle sue mogli, Maria Leopoldina d'Austria e Amelia di Leuchtenberg, inumate rispettivamente nel 1954 e nel 1982. La cripta è consacrata come cappella cattolica, come richiesto dall'allora capo della famiglia imperiale brasiliana, Pedro Henrique di Orléans-Braganza. Egli acconsentì al trasferimento dei resti dei suoi antenati nel monumento a condizione che il luogo fosse consacrato come luogo di sepoltura cattolico, con un altare cattolico, dove si potessero celebrare messe. I resti di Pedro I e Amélie di Leuchtenberg furono trasferiti dal Pantheon Reale della Casa di Braganza a Lisbona, mentre Maria Leopoldina fu trasferita dal Mausoleo Imperiale del Convento di Sant'Antonio a Rio de Janeiro.